# Splashtop OS
 (mars 2021).
La mise en forme du texte ne suit pas les recommandations de Wikipédia : il faut le « wikifier ».
Les points d'amélioration suivants sont les cas les plus fréquents :
- Les titres sont pré-formatés par le logiciel. Ils ne sont ni en capitales, ni en gras.
- Le texte ne doit pas être écrit en capitales (les noms de famille non plus), ni en gras, ni en italique, ni en « petit »…
- Le gras n'est utilisé que pour surligner le titre de l'article dans l'introduction, une seule fois.
- L'italique est rarement utilisé : mots en langue étrangère, titres d'œuvres, noms de bateaux, etc.
- Les citations ne sont pas en italique mais en corps de texte normal. Elles sont entourées par des guillemets français : « et ».
- Les listes à puces sont à éviter, des paragraphes rédigés étant largement préférés. Les tableaux sont à réserver à la présentation de données structurées (résultats, etc.).
- Les appels de note de bas de page (petits chiffres en exposant, introduits par l'outil «  Source ») sont à placer entre la fin de phrase et le point final[comme ça].
- Les liens internes (vers d'autres articles de Wikipédia) sont à choisir avec parcimonie. Créez des liens vers des articles approfondissant le sujet. Les termes génériques sans rapport avec le sujet sont à éviter, ainsi que les répétitions de liens vers un même terme.
- Les liens externes sont à placer uniquement dans une section « Liens externes », à la fin de l'article. Ces liens sont à choisir avec parcimonie suivant les règles définies. Si un lien sert de source à l'article, son insertion dans le texte est à faire par les notes de bas de page.
- La présentation des références doit suivre les conventions bibliographiques. Il est recommandé d'utiliser les modèles {{Ouvrage}}, {{Chapitre}}, {{Article}}, {{Lien web}} et/ou {{Bibliographie}}. Le mode d'édition visuel peut mettre en forme automatiquement les références.
- Insérer une infobox (cadre d'informations à droite) n'est pas obligatoire pour parachever la mise en page.

Pour une aide détaillée, merci de consulter Aide:Wikification.
Si vous pensez que ces points ont été résolus, vous pouvez retirer ce bandeau et améliorer la mise en forme d'un autre article.
Splashtop OS (précédemment SplashTop )  est une distribution Linux propriétaire interrompue destinée à servir d'environnement instantané pour les ordinateurs personnels . Splashtop était destiné à être intégré sur un périphérique en lecture seule présent sur la console, au lieu d'être installé par l'utilisateur. La distribution Splashtop autorisait l'installation d'un autre système d'exploitation pour le dual booting  . Il s'agissait d'une distribution Linux commerciale  ciblant les fournisseurs de cartes mères de PC et d'autres fabricants de périphériques. La première coopération entre le fabricant d'équipements d'origine (OEM) ASUS et Splashtop a permis la naissance d’Express Gate. Plus tard, d'autres fabricants d'ordinateurs ont également intégré Splashtop dans certains modèles et l'ont renommé sous différents noms. Les aspects ci-dessous détaillant ces événements sont conservés dans des articles précédents, à titre de référence historique.
L'OS Splashtop démarre en 5 secondes environ, est donc commercialisé comme " instant-on ". Il utilise Bootsplash, SquashFS, Blackbox, SCIM et le noyau Linux 2.6.
Le développement de l'OS Splashtop a été interrompu et les téléchargements de Splashtop OS ont été désactivés sur le site Web de Splashtop.

## Propriétés
Splashtop dispose d'une interface utilisateur graphique , un navigateur Web basé sur Mozilla Firefox 2.0 (mis à jour plus tard vers Firefox 3.0), un client Skype VoIP, un client de chat basé sur Pidgin et un gestionnaire de fichier simplifié baser sur PCManFM. Il comprend également Adobe Flash Player 10.
La livraison du système d'exploitation Splashtop chez HP, Dell, Lenovo, Acer et d'autres fabricant d'équipements d'origine (OEM) était basée sur le navigateur web Mozilla. Google a refusé d'être le moteur de recherche ne souhaitant pas partager les revenus du trafic de recherche avec DeviceVM. Bien que Splashtop OS soit une distribution sur Linux, Splashtop a conclu un partenariat avec Yahoo! et Microsoft Bing pour  les moteurs de recherche. Après avoir évalué la technologie Splashtop OS, Google a décidé de lancer ses propres ChromeOS et Chromebook. La version téléchargeable en ligne de Splashtop OS (bêta) version 0.9.8.1 utilisait Microsoft Bing comme moteur de recherche, et un navigateur Web basé sur Chromium avec le plug-in Adobe Flash Player préinstallé. Les signets Windows existants et les paramètres Wi-Fi pouvaient être importés depuis Windows.
Les versions de cartes mères ASUS ne sont plus livrées avec Splashtop préinstallé, car le fabricant limite désormais l'inclusion de son lecteur flash Express Gate intégré aux cartes mères "Premium" telles que la P6T Deluxe et la P7P55D-E Premium. D'autres cartes mères ASUS permettent l'installation du système d'exploitation compact via un programme d'installation basé uniquement sur Windows sur son CD de support. L'installation à partir du CD nécessite une partition Windows pour stocker 500 Mo de fichiers, sous forme d'une partition SATA défini comme IDE (pas de support pour AHCI). Il est également possible d'installer Splashtop sur un disque dur USB, à partir des sources.
En juin 2010, Splashtop OS sur les cartes mères Asus, ne prenait plus en charge le matériel sans fil supplémentaire tel que les cartes PCI[réf. nécessaire].

## Fonctionnalités internes
Splashtop peut fonctionner avec un Mémoire flash 512 Mo intégré sur la carte mère du PC. La mémoire flash peut également être émulée sur Windows C: lecteur (voir ci-dessous). Un moteur principal propriétaire boot au démarrage du BIOS et charge une distribution Linux spécialisée appelée Virtual Appliance Environment (VAE). Lors de l'exécution de cette VAE, l'utilisateur peut lancer des applications  virtuelles (VA) ou un conteneur. Skype par exemple est un VA ou un conteneur.
Les ordinateurs portables VAIO proposent des boutons spéciaux ASSIST, WEB ou VAIO selon le modèle. Le bouton d'alimentation de ces ordinateurs portables déclenche un processus de démarrage PC ordinaire et le bouton WEB démarre Splashtop. Si une version de Windows configurée pour VAIO a déjà été installée le bouton WEB démarre uniquement le navigateur par défaut.
Les différentes versions open-sources utilisées de Splashtop peuvent être téléchargées. Certaines parties de ces distributions sont soumises à des brevets.
DeviceVM possède des brevets sur les techniques de mise en marche instantanée, notamment le fait d'être le premier système d'exploitation à exploiter le flash disk intégré pour améliorer les performances et de mémoire cache pour rendre le démarrage soit plus rapide. Ces techniques sont désormais adoptées par Microsoft et d'autres systèmes d'exploitation modernes pour un démarrage rapide.

## Produits utilisant Splashtop
Asus a déployé Splashtop dans diverses cartes mères et ordinateurs portables, y compris certains produits de la famille Eee, sous le nom «Express Gate». Splashtop était également présentes dans les netbooks et les ordinateurs portables de divers fournisseurs comprenant Acer InstantView, HP QuickWeb, Dell Latitude On, Lenovo Quick Start, LG Smart On, SONY VAIO Quick Web Access et Voodoo IOS,,,,,.
Splashtop OS a été distribué dans plus de 100 millions d'ordinateurs par an en 2009.